# Receptor de ácido retinoico alfa
El receptor de ácido retinoico alfa (RARA), también conocido como NR1B1 (de sus siglas en inglés "nuclear receptor subfamily 1, group B, member 1"), es un receptor nuclear codificado, en humanos, por el gen rarA.

## Interacciones
El receptor de ácido retinoico alfa ha demostrado ser capaz de interaccionar con:
- NCOA6[2][3][4]
- CLOCK[5]
- TADA3L[6]
- Dedo de zinc y dominio BTB de la proteína 16[7]
- Src[8][9]
- NURR1[10]
- Shp[11][12]
- NPAS2[5]
- Ciclina D3[13]
- NCOR1[14][15]
- BAG1[16]
- NCOR2[17][18]
- NRIP1[19][20][21]
- Proteína de la leucemia promielocítica[22]
- Receptor X retinoide alfa[23][24]